# チューインガム軟化剤
チューインガム軟化剤（チューインガムなんかざい）とは、食品添加物の一つで軟化剤と略されることもある。

## 使用目的
チューインガムの柔らかさを保つために添加されるものである。

## 添加物
- グリセリン
- プロピレングリコール
- ソルビトール